# Глузиньский, Владислав
Влади́слав Анто́ни Глузи́ньский (пол. Władysław Antoni Gluziński; 1856—1935) — один из самых выдающихся врачей в истории польской медицины, специалист по внутренним болезням, патолог, клиницист, педагог. Профессор. Один из создателей интернальной медицины в Польше. Пионер польской гастроэнтерологии.

## Биография
Родился 18 мая 1856 года во Влоцлавеке Варшавской губернии Царства Польского (ныне Куявско-Поморского воеводства Польши).
В 1874—1880 изучал медицину в краковском Ягеллонском университете. Затем продолжил учëбу в университетах Дерпта (ныне Тарту) и Вены. Прошëл стажировку в клиниках Лейпцига, Берлина и Парижа.
С 1890 года — профессор Ягеллонского университета в Кракове, с 1897 — профессор университета Яна Казимира во Львове, в 1905—1906 избирался ректором львовского университета, с 1919 — профессор Варшавского университета.
Член Польской академии знаний.
Умер 10 апреля 1935 года в Варшаве на 79-м году жизни. Похоронен на кладбище Старые Повонзки.

## Научная деятельность
Один из пионеров польской гастроэнтерологии.
Владислав Глузиньский — автор работ по физиологии, патологии и диагностике желудочно-кишечного тракта. Автор первого клинического описания плазмоцитоза при лейкемии.
Был в числе создателей Общества интернистов Польши и Общества по борьбе с туберкулезом. Автор используемого в течение полувека во всей Европе метода ранней диагностики рака желудка (тест Глузиньского).
Организатор первой в Польше противотуберкулезной больницы. Первый редактор польского научного журнала «Архивы внутренней медицины». Инициатор съездов славянских врачей.